# ゆりのき台 (八千代市)
ゆりのき台（ゆりのきだい）は、千葉県八千代市中部の大字。現行行政地名はゆりのき台一丁目から八丁目。郵便番号は276-0042。

## 地理
八千代市の中央部やや北に位置する。西及び南西から南東にかけてと東で萱田町と、南西から北にかけてで大和田新田と北東から南東にかけてで萱田と隣接する。市内行政機関の一部が集まっている。東葉高速鉄道東葉高速線八千代中央駅が中心である。町内には駅前の通りを中心に細かい通りがある。国道296号（成田街道）に近い。

### 地価
住宅地の地価は、2014年（平成26年）1月1日の公示地価によれば、ゆりのき台6丁目6番8の地点で15万5000円/m2となっている。八千代市内で最も地価が高い。

## 歴史

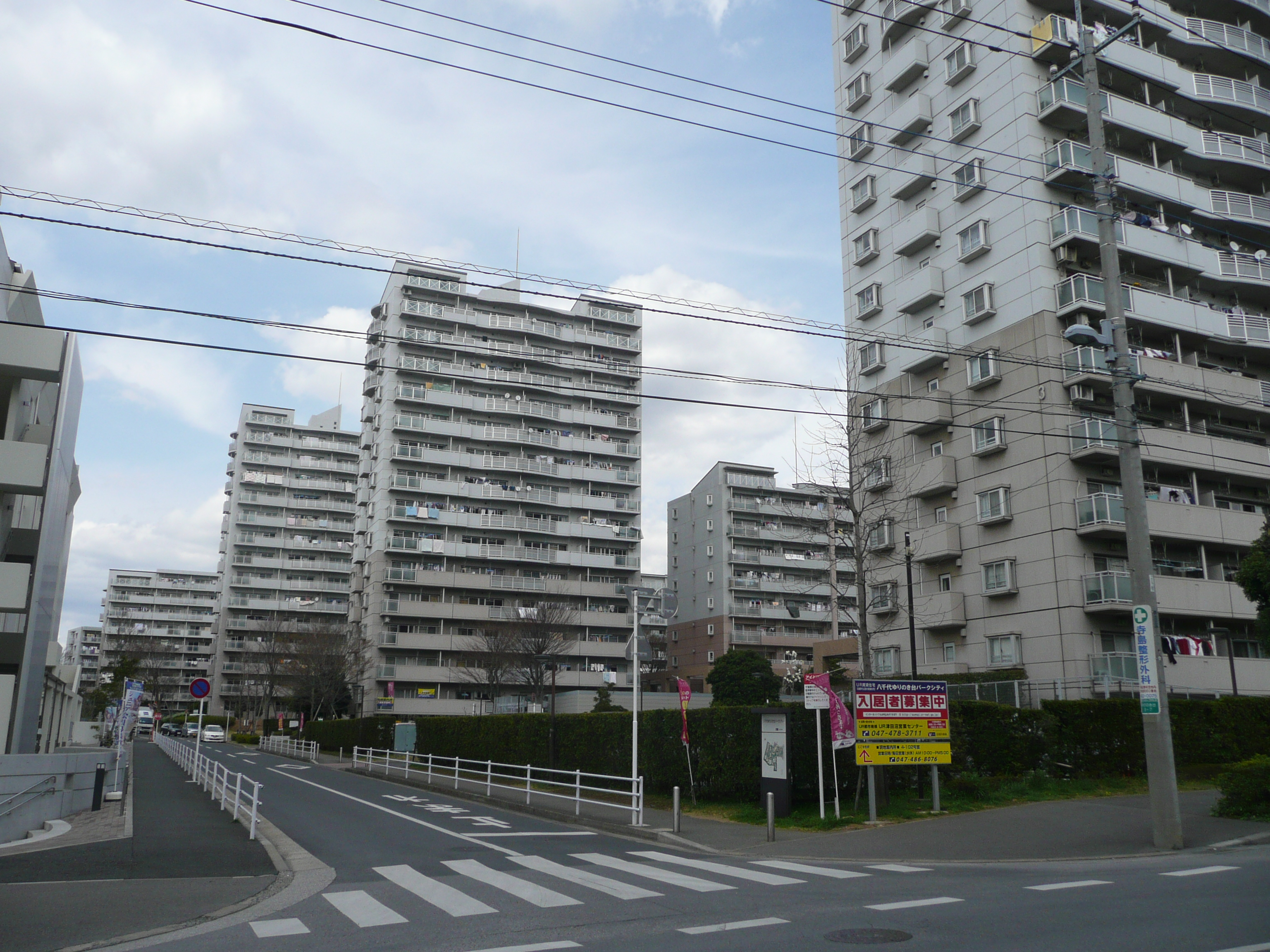
八千代中央駅西側近くのゆりのき台団地。16棟ほどで形成される。

バス路線は東洋バスが数本通っており古くは京成電鉄直営時代の京成バスも走っていた。路線開通の頃からゆりのき台団地が形成されていた。元々の地名は萱田だった、東葉高速線開業後に人口が増加し、「ゆりのき台」という新町名で発足した。元々鉄道空白地帯だったが、東葉高速鉄道の開業によって現在急激に開発が進められて、その結果開業10年で周辺がマンションや住宅で埋められ、宣伝もあって人口も急激に増加した。後に少子高齢化による人口急減が心配されつつあるが現在は人口がまだ増加を続けている。

### 地名の由来
名前は市の中心道路の街路樹にユリノキを植えたことに由来する。そのことから中心道路には「ゆりのき通り」という名前がついている。兵庫県三田市などにも「ゆりのき台」は存在している。

### 沿革
- 1987年　ゆりのき台団地入居開始・バスがゆりのき台経由で運行開始
- 1989年　ゆりのき台営業所開設
- 1996年4月27日　東葉高速鉄道八千代中央駅開業

## 世帯数と人口
2017年（平成29年）10月31日現在の世帯数と人口は以下の通りである。
| 丁目             | 世帯数    | 人口     |
| ---------------- | --------- | -------- |
| ゆりのき台一丁目 | 763世帯   | 2,088人  |
| ゆりのき台二丁目 | 315世帯   | 730人    |
| ゆりのき台三丁目 | 1,015世帯 | 2,529人  |
| ゆりのき台四丁目 | 716世帯   | 1,526人  |
| ゆりのき台五丁目 | 743世帯   | 1,960人  |
| ゆりのき台六丁目 | 335世帯   | 785人    |
| ゆりのき台七丁目 | 290世帯   | 709人    |
| ゆりのき台八丁目 | 419世帯   | 1,049人  |
| 計               | 4,596世帯 | 11,376人 |

## 小・中学校の学区
市立小・中学校に通う場合、学区は以下の通りとなる。
| 丁目             | 番地     | 小学校                 | 中学校               |
| ---------------- | -------- | ---------------------- | -------------------- |
| ゆりのき台一丁目 | 全域     | 八千代市立萱田南小学校 | 八千代市立萱田中学校 |
| ゆりのき台二丁目 | 全域     | 八千代市立萱田小学校   | 八千代市立萱田中学校 |
| ゆりのき台三丁目 | 1〜6番地 | 八千代市立萱田小学校   | 八千代市立萱田中学校 |
| ゆりのき台三丁目 | 7〜9番地 | 八千代市立萱田南小学校 | 八千代市立萱田中学校 |
| ゆりのき台三丁目 | その他   | 八千代市立萱田小学校   | 八千代市立萱田中学校 |
| ゆりのき台四丁目 | 全域     | 八千代市立萱田小学校   | 八千代市立萱田中学校 |
| ゆりのき台五丁目 | 全域     | 八千代市立萱田小学校   | 八千代市立萱田中学校 |
| ゆりのき台六丁目 | 全域     | 八千代市立萱田小学校   | 八千代市立萱田中学校 |
| ゆりのき台七丁目 | 全域     | 八千代市立萱田小学校   | 八千代市立萱田中学校 |
| ゆりのき台八丁目 | 全域     | 八千代市立萱田小学校   | 八千代市立萱田中学校 |

## 交通

### バス
八千代市公共施設循環バス
- Dコース (現在は廃止されている)

東洋バス
- 八千代台駅 - 八千代緑が丘駅 - 八千代中央駅
- 八千代台駅 - グランド前 - 八千代中央駅
- 八千代台駅 - 八千代緑が丘駅 - 八千代中央駅 - 八千代医療センター
- 八千代中央駅 - 八千代医療センター
- 八千代中央駅 - 村上団地
- 八千代中央駅 - 米本団地
- 八千代中央駅→八千代松陰高等学校→米本団地
- 八千代中央駅 - 桑納 - 運動広場前
- 八千代中央駅 - 城橋 - 麦丸 - 運動広場前

## 施設
1丁目
- 東葉高速鉄道八千代中央駅
- 八千代郵便局

2丁目
- 急病センター

3丁目
- 東葉高速鉄道八千代中央駅

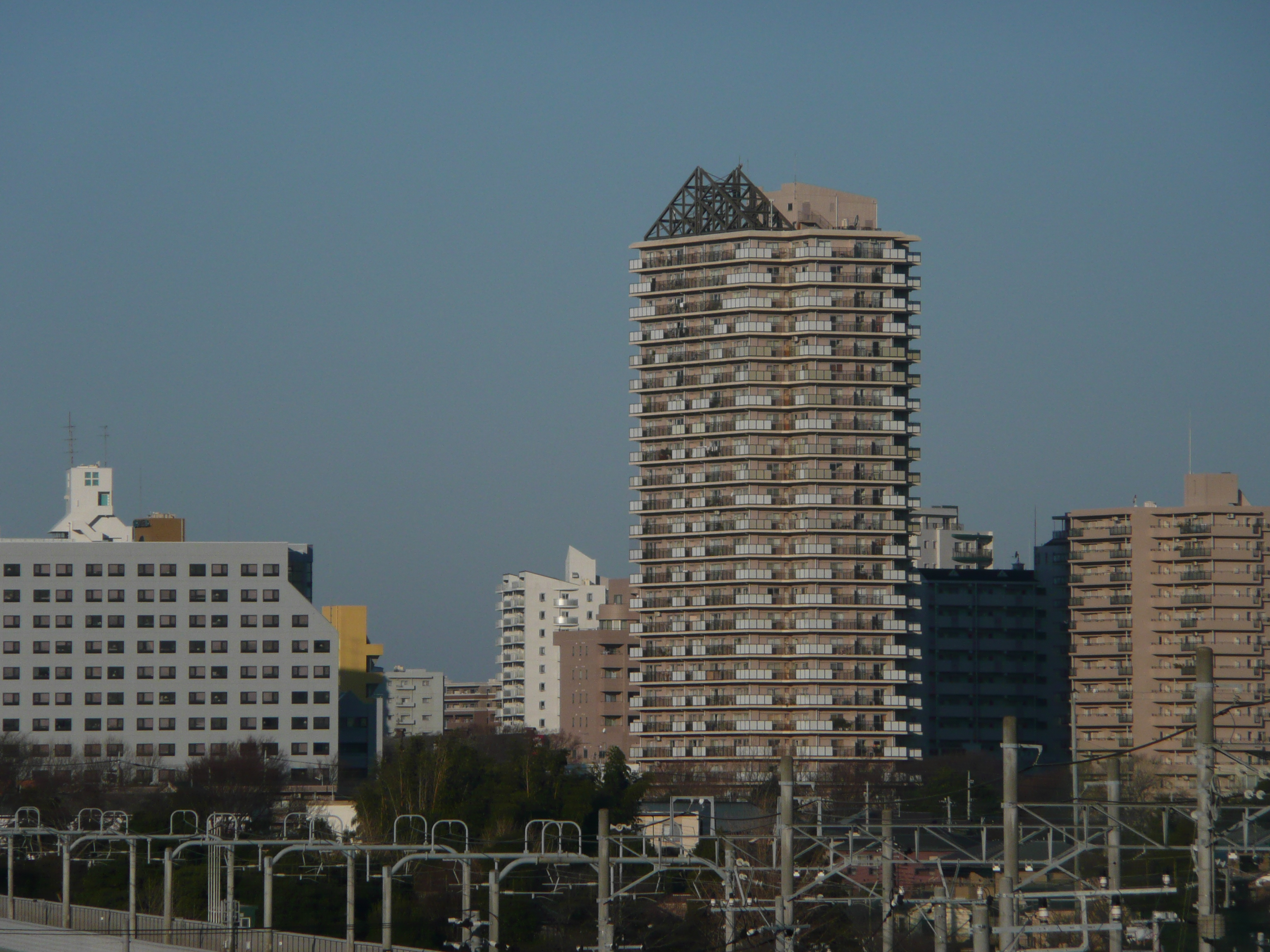
村上駅から見たゆりのき台のマンション群

- 京葉銀行 - 八千代市萱田の旧八千代支店を当地に移転し、2012年（平成24年）12月17日に八千代中央支店として開業[6]。
- ゆりのき台団地
- 八千代市立萱田南小学校
- ゆりのき台保育園
- 東京ステンレス研磨工業
- 市総合学習生涯プラザ

4丁目
- ゆりのき台団地
- 千葉銀行
- 千葉興業銀行
- ライフタワー

6丁目
- 八千代市立萱田小学校

7丁目
- 八千代市立萱田中学校

8丁目
- 文化伝承館